# Cruithne
I Cruthin (Cruithni, Cruithne) erano un popolo semi-leggendario della Britannia dell'età del ferro, che a volte compare nelle fonti in lingua goidelica. I Cruithne erano conosciuti dai Romani con il nome di Pitti. Oggi sono conosciuti con il nome di antichi Britanni, i cui più diretti discendenti culturali sono i Gallesi. La forma latina volgare medievale Bretani è all'origine di quella irlandese moderna di Breathnach, che significa appunto Gallesi. 
Thomas Francis O'Rahilly, nel suo modello storico, suppone che i Priteni fossero il primo gruppo celtico che visse in Britannia e Irlanda e che vadano identificati con i Pitti di Scozia. Si sarebbero insediati tra il 700 e il 500 a.C. in Britannia e Irlanda. Attorno al 50 a.C. Diodoro Siculo parla di "quei Pretani che abitano il Paese chiamato Irlanda". Se i Priteni siano o meno da considerare Celti, nel senso di parlanti una lingua celtica, dipende dalla classificazione che si sceglie per la lingua pittica. Il nome di Pitti compare per la prima volta nelle fonti latine nel 297. Tra le tribù di Cruithne che sopravvissero in Irlanda ci sono i Loíges (nome che sopravvive nella moderna forma di Laois, nome di una delle contee del Leinster) e i Fothairt (che vissero nella contea di Down) del Leinster. Questi ultimi furono alleati del regno dei Dál Fiatach e antenati dei clan dei Magennis e dei McCartan. 